# Bavaria City Racing 2007
Bavaria City Racing is een Formule 1-demonstratie en parade van internationale raceauto's en coureurs uit de hoogste raceklasses.
In 2007 vond dit evenement plaats op 19 augustus. Ten opzichte van de vorige editie werd het parcours niet gewijzigd: alsde start/finish waren de pijlers van de Willemsbrug aan de Noordereiland-zijde. Via de Verlengde Willemsbrug, de Blaak en Coolsingel werd er richting Hofplein gereden, en weer terug.
Het evenement was weer voor het grootste deel gratis toegankelijk. De tribunes bevonden zich dit jaar aan de Verlengde Willemsbrug. Op de Willemsbrug stonden de VIP-tribunes.
Ook dit jaar draaide het evenement om de Formule 1. Het ING Renault F1 team kwam naar Rotterdam met de coureurs Nelson Piquet jr. en Heikki Kovalainen. Daarnaast waren er ook demonstraties van andere race klasses.
In het voorprogramma was ook dit jaar weer de "Drive for Kids" opgenomen, met Christijan Albers, Ho-Pin Tung en Robert Doornbos. In deze parade werden de stoeltjes naast de coureurs verkocht. De volledige opbrengst hiervan ging naar KidsRights.
Nieuw in 2007 was de toevoeging van RaceSalon, een interactieve beurs dat in de aanloop naar Bavaria City Racing werd georganiseerd in Ahoy Rotterdam op 17 en 18 augustus. Met 18.000 m² was er in drie hallen autosport te horen, zien en te beleven.